# 阿佩線鮋
阿佩線鮋，為輻鰭魚綱鮋形目鮋亞目真裸皮鮋科的其中一種，為亞熱帶海水魚，分布於西太平洋科瑪狄克群島與赤斯特菲淺灘海域，棲息深度29-350公尺，體長可達5.3公分，棲息在底層水域，生活習性不明。

## 扩展阅读
維基物種上的相關：阿佩線鮋